# Мобьож
Мобьо̀ж (на френски: Maubeuge, [mobøʒ]) е град в северна Франция, част от департамента Нор в регион О дьо Франс. Населението му е около 30 000 души (2019).
Разположен е на 30 метра надморска височина във Фламандската низина, на 7 километра от границата с Белгия и на 33 километра източно от Валансиен. Селището възниква около основания през 661 година от света Алдегунда манастир и е присъединено към Франция с Неймегенския договор от 1678 година. През 1969 година в града е основан автомобилен завод на „Рено“.